# Abblenden
Als Abblenden bezeichnet man das Begrenzen der Ausdehnung von Lichtstrahlen durch eine Blende. 

## Schifffahrt
In der Schifffahrt bezeichnet Abblenden das Verdunkeln nach außen scheinender Schiffslichter, besonders farbiger.
Es dient dazu, Blendung und Täuschung entgegenkommender Schiffe oder auch der eigenen Besatzung zu verhindern.
Die Schiffsseitenfenster und Bullaugen sind dafür mit Klappen, sogenannten „Blenden“, ausgestattet, welche auch zum Schutz bei schwerem Seegang dienen.
Des Weiteren machen sich Zollkreuzer und Kriegsschiffe durch das Abblenden visuell unsichtbar.

## Straßenverkehr
Bei Straßenfahrzeugen wird das Umschalten der Scheinwerfer vom Fernlicht auf das Abblendlicht traditionell „Abblenden“ genannt, obwohl dabei keine Blende im eigentlichen Sinne zum Einsatz kommt. Der Ausdruck ist eine Reminiszenz an die Technik der Blendlaterne, deren Lichtaustritt tatsächlich mittels verstellbarer Öffnungen beeinflusst wird. Vergleichbare Vorrichtungen gibt es als Zubehör an Militärfahrzeugen.

## Fotografie
In der Fotografie erzielt man das Abblenden durch schrittweises oder stufenloses Schließen der Blendenöffnung. Dadurch gelangt weniger Licht auf den Film, was bei unveränderter Beleuchtung durch eine längere Belichtungszeit kompensiert werden muss. Durch das Abblenden erhöht sich der Bereich der Schärfentiefe. Bei vielen Spiegelreflexkameras ist eine Kontrolle der Schärfentiefe mit Hilfe der Abblendtaste möglich. Des Weiteren verringert das Abblenden die Sichtbarkeit einiger Abbildungsfehler der Objektive. Bei sehr starkem Abblenden verschlechtern sich die Abbildungseigenschaften jedoch wieder durch Beugungsunschärfe.